# My Lord, what a morning
My Lord, what a morning (O Gud, vilken morgon) är en spiritual från USA. Texten är hämtad från Uppenbarelseboken 6:12-17. Den översattes till svenska 1977 av Sten-Sture Zettergren. I Herren Lever 1977 skrevs koralsatsen av Ingemar Braennstroem.

## Publicerad i
- Herren Lever 1977 som nummer 932 under rubriken "Framtid och hopp".[1]